# 隆恩
隆恩，是臺灣宜蘭縣蘇澳鎮的一個傳統地域名稱，位於該鎮北部凸出部分。相較於今日行政區，其範圍大致為龍德里西北部。

## 歷史
台灣清治末期，隆恩地區為一街庄，稱為「隆恩庄」，隸屬於利澤簡堡。該庄東與成興庄、猴猴庄為鄰，南與新城庄為鄰，西邊為奇武荖庄，北邊為五十二甲庄、利澤簡庄。
1901年（日明治三十四年）11月，該庄隸屬於宜蘭廳，編入第十三區。1905年（明治三十八年）7月，該區改名為「利澤簡區」。1920年（大正九年），該庄改制為「隆恩」大字，隸屬於臺北州蘇澳郡蘇澳庄。1933年，蘇澳庄升格為蘇澳街。
戰後蘇澳街改制為蘇澳鎮，隸屬於臺北縣，大字亦改制為里。1950年10月，北、基、宜分治，蘇澳鎮改隸屬於宜蘭縣。

## 聚落
本地區發展較早的聚落為隆恩，在日治期初期的官方地圖上已有記載。

## 交通
鄉道宜30線是冬山鄉蚊子坑至五結鄉成興的道路，大致以西偏南－東偏北走向經過隆恩地區中部偏北地帶。由該道路向西偏南可前往奇武荖、補城地與香員宅交界地帶、冬山市區、大和、員山、鹿埔、阿里史並止於鄉道宜46線路口，向東偏北可前往成興與猴猴交界地帶（經過省道台2戊線路口）、下清水西南部並止於省道台2線路口。

## 產業
- 龍德工業區（小部分）